# تهيجية
التهيجية  أو الاستثارية  هي قابلية المادة الحية للاستجابة فوراً لتأثير البيئتين الداخلية والخارجية. والتهيجية واحد من أشكال الانعكاس البيولوجية العامة في المادة. وأكثر أشكال التهيجية أولية - الكامنة في البروتوزوا - هو الانتحاء، وهو التحرك نحو مصدر التهيج والضوء والرائحة .. الخ) أو بعيداً عنه. وتؤدي التهيجية خلال عملية التطور الارتقائي (التاريخي) إلى القابلية للاستثارة. وهذه القابلية هي نتيجة تغاير الأنسجة. وكلما أصبحت الكائنات الحية أكثر تعقداً وكلما تطور الجهاز العصبي أصبحت أشكال الانعكاس البيولوجية أكثر تعقداً وظهرت الانعكاسات غير الشرطية والشرطية. وتشكل أساس التهيجية عمليات الأيض (عمليات الهدم والبناء التي تتم داخل الجسم) وتشغيل المكونات الزلالية وتوفر دراسة التهيجية معلومات حقيقية وفيرة تأييداً للنظرية الماركسية في الانعكاس.